# Wiesław Bilan
Wiesław Bilan – polski geolog, działacz związkowy.

## Życiorys
Był synem Włodzimierza i Michaliny z d. Kukuła (1909-1971). Miał brata Tadeusza (ur. 1944). Ukończył Technikum Górnictwa Odkrywkowego w Krakowie. Następnie podjął studia na AGH, które zwieńczył uzyskaniem dyplomu magistra inżyniera geologia górniczego w 1967. Od tego samego roku był asystentem w Katedrze Geologii AGH w Zakładzie Geologii Historycznej. W 1975, na podstawie rozprawy „Stratygrafia górnego triasu wschodniego pbrzeżenia Górnośląskiego  Zagłębia Węglowego”, uzyskał stopień naukowy doktora. W 1989 został doktorem habilitowanym. Należał do Polskiego Towarzystwa Geologicznego. W 1980 aktywnie włączył się w działalność NSZZ „Solidarność”.